# Rozkład Rayleigha
Rozkład Rayleigha – ciągły rozkład prawdopodobieństwa powstający jako rozkład długości wektora na płaszczyźnie, którego składowe są niezależnymi zmiennymi losowymi o rozkładzie normalnym. Jest rozkładem jednoparametrycznym i stanowi szczególny przypadek rozkładu Weibulla (kiedy parametr kształtu dla rozkładu Weibulla jest k=2, nazywany jest rozkładem Rayleigha).
Jest używany m.in. w elektronice. Odległość strumienia elektronów na kineskopie od celu (środka plamki luminoforu) jest funkcją niezależnych błędów o rozkładzie normalnym, związanych z odchylaniem poziomym i pionowym.